# David Howard Adeney
David Howard Adeney (Bedford, 3 de noviembre de 1911 – Berkeley, 11 de mayo de 1994) fue un misionero cristiano protestante y evangelista universitario británico en Hunan, China y el este de Asia. Sirvió con la Misión al Interior de China (CIM), la Comunidad Internacional de Estudiantes Evangélicos (IFES). En 1968, fundó el Centro de Entrenamiento de Discipulado (DTC) en Singapur.

## Biografía
Nació en una familia misionera en Bedford, Inglaterra, el 3 de noviembre de 1911. Sus padres trabajaron en Rumania con la London Jews' Society, lo que influyó en su decisión de convertirse en misionero en China. Fue educado en Monkton Combe School en Somerset y completó una maestría en teología e historia en Queens' College, Cambridge, en 1933.Antes de mudarse a China en 1934, asistió a la escuela de formación de CIM en Londres.
En 1938, se casó con Ruth Temple, también misionera de CIM, y ambos se trasladaron a Henan para llevar a cabo su labor misionera. 

## Ministerio
Adeney comenzó su labor misionera en 1934 en el centro de China, participando en la plantación de iglesias en aldeas rurales. Sin embargo, en 1941, debido al ataque a Pearl Harbor, se trasladó a Estados Unidos, donde trabajó en InterVarsity durante un año. Posteriormente, regresó a China como secretario general adjunto de la China InterVarsity Christian Fellowship.
En 1956, fue nombrado secretario general adjunto para el Lejano Oriente de IFES, con sede en Hong Kong, liderando el ministerio estudiantil hasta 1968, cuando comenzó la Revolución Cultural en China. Ese mismo año, fundó el Centro de Entrenamiento de Discipulado (DTC) en Singapur, una institución destinada a formar a graduados universitarios en teología. También enseñó en el China Graduate School of Theology y en New College Berkeley en California.
Adeney continuó enseñando en institutos teológicos hasta su fallecimiento en Berkeley el 11 de mayo de 1994.

## Obras